# San Vicente y las Granadinas en los Juegos Olímpicos de Atenas 2004
San Vicente y las Granadinas estuvieron representadas en los Juegos Olímpicos de Atenas 2004 por tres deportistas, dos hombres y una mujer, que compitieron en dos deportes.
La portadora de la bandera en la ceremonia de apertura fue la atleta Natasha Mayers. El equipo olímpico sanvicentino no obtuvo ninguna medalla en estos Juegos.